# Central Vella de Sort
La Central Vella de Sort és una obra de Sort (Pallars Sobirà) protegida com a Bé Cultural d'Interès Local.

## Descripció
Antiga central productora de Sort situada a l'estrem nord del poble, a la riba oest de la Noguera Pallaresa. Forma part d'un conjunt d'instal·lacions industrials de producció d'energia elèctrica construïdes en diferents anys en funcionament entre el 1921 i el 1980. El 1923 es construeix una nova central que substitueix al molí exitent en un edifici de planta i pis amb coberta de pissarara a dues aigües.

## Història
El Govern de l'Estat concedeix a Isidre Arnalot i Carrera l'aprofitament hidràulic a principis del segle xx. Més tard, al 1921 es venen els terrens, la central i el molí a la Sociedad Productora de Fuerzas Motrices. L'edifici protegit data del 1923 i va ser propietat d'aquesta Productora fins al 1929 que es municipalitza el servei de producció i de distribució en l'àmbit de Sort. El 1954 l'Ajuntament posa en funcionament la transformació del molí en central hidroelèctrica fins al 1980 que deixa de funcionar i és substituïda per una nova central.